# Südpazifikspiele 1963/Fußball

Bei den I. Südpazifikspielen 1963 auf Fidschi wurde ein Wettbewerb im Fußball ausgetragen. Am Turnier nahmen sechs Mannschaften teil. Alle Spiele wurden vom 29. August bis 7. September 1963 in Suva ausgetragen. Gespielt wurde im reinen K.-o.-System.
Neukaledonien gewann das erste Fußballturnier der Südpazifikspiele.

## Finalrunde

### Viertelfinale
Freilose:  Tahiti und  Neukaledonien
|            |   |                 |     |
| 29. August |   |                 |     |
| Fidschi    | – | Papua-Neuguinea | 3:1 |
| 30. August |   |                 |     |
| Salomonen  | – | Neue Hebriden   | 6:3 |

### Halbfinale
|               |   |           |           |
| 5. September  |   |           |           |
| Neukaledonien | – | Tahiti    | 2:1 n. V. |
| 5. September  |   |           |           |
| Fidschi       | – | Salomonen | 5:0       |

### Spiel um Bronze
|              |   |           |      |
| 7. September |   |           |      |
| Tahiti       | – | Salomonen | 18:0 |

### Finale
|               |   |         |     |
| 7. September  |   |         |     |
| Neukaledonien | – | Fidschi | 8:2 |